# Święcianowo
Święcianowo (deutsch Wiesenthal) ist ein Dorf in der polnischen Woiwodschaft Westpommern. Es gehört zur Gmina Malechowo (Gemeinde Malchow)  im Powiat Sławieński (Schlawer Kreis).

## Geographische Lage
Das Dorf  liegt in Hinterpommern, 13 Kilometer südwestlich der Kreisstadt Sławno (Schlawe) am Nordwestrand des Urstromtals, durch dessen Wiesen die Grabow (poln. Grabowa) fließt.
Nachbarorte von Święcianowo sind: im Westen Sulechówko (Klein Soltikow), im Norden Żegocino, im Osten Podgórki (Deutsch Puddiger) und im Süden Lejkowo am gegenüberliegenden Ufer der Grabow.

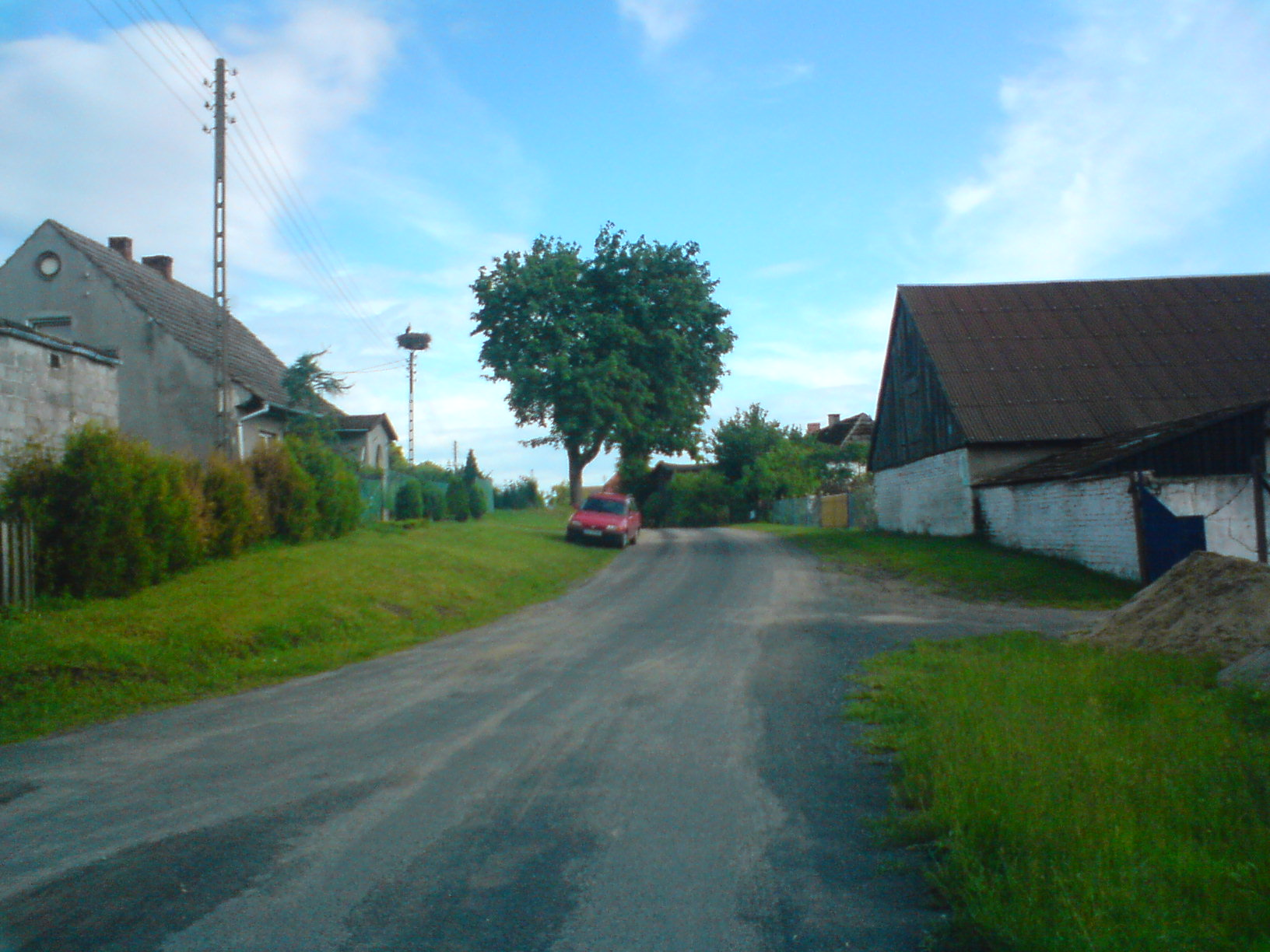
Dorfstraße

## Ortsname
Der deutsche Dorfname des 3,5 Kilometer langen Straßendorfes ist der Bezeichnung der Landschaft im Wiesental der Grabow mit dem weiten Blick nach Leikow und Klein Soltikow entlehnt. Vor 1859 sprach man von dem Ort nur als Segenthiner Kolonie, obwohl bei seiner Gründung der Ort Marienthal nach der Gattin des Gründers genannt worden war.

## Geschichte
Die Ortschaft wurde im letzten Viertel des 18. Jahrhunderts von Segenthin aus gegründet. 1772 erhielt der damalige Besitzer von Segenthin, Carl Caspar von Kleist (1734–1808), königliche Gnadengelder, mit denen er Ländereien urbar machte und zwei Bauern- sowie acht Büdnerstellen anlegte. Nach 1834 erlebte der Ort unter der Gutsherrschaft von Gustav Heinrich von Blumenthal einen lebhaften Aufschwung.
1818 lebten hier 229 Menschen, ihre Zahl stieg bis 1885 auf 450 und betrug 1939 noch 338. Haupterwerbszweig war durch die Wiesen die Milchwirtschaft.
Vor 1945 gehörte Wiesenthal mit Segenthin und Deutsch Puddiger zum Amt Segenthin und war standesamtlich ebenfalls dorthin orientiert. Das Amtsgericht stand in Schlawe. Damals lag das Dorf im Kreis Schlawe im Regierungsbezirk Köslin der preußischen Provinz Pommern.
Gegen Ende des Zweiten Weltkriegs erfolgte im März 1945 die Besetzung des Ortes durch die Rote Armee. Die Bewohner waren auf die Flucht in Richtung Stolp gegangen und mussten zehn Tage später wieder zurückkehren. Das Dorf wurde bald darauf seitens der sowjetischen Besatzungsmacht der Volksrepublik Polen zur Verwaltung überlassen. Die polnische Behörde führte die Ortsbezeichnung  „Święcianowo“ ein. Die einheimische Bevölkerung wurde in der darauf folgenden Zeit mit Ausnahme weniger Personen, die vorerst zur Aufrechterhaltung der Infrastruktur benötigt und zurückgehalten wurden, von der polnischen Administration aus Wiesenthal vertrieben. Die letzten deutschen Einwohner durften erst 1958 das Dorf verlassen und in Richtung Westen ziehen.
Święcianowo ist heute Teil der Gmina Malechowo im Powiat Sławieński der polnischen Woiwodschaft Westpommern (bis 1998 Woiwodschaft Köslin).

## Kirche
Wiesenthals Einwohner gehörten vor 1945 alle zur evangelischen Kirche. Das Dorf war in das Kirchspiel Wusterwitz (Ostrowiec) integriert, Kirchort jedoch war Deutsch Puddiger. Es gehörte zum Kirchenkreis Schlawe der Kirche der Altpreußischen Union. Letzter deutscher Geistlicher war Pfarrer Heinz Anger.
Seit 1945 ist die Bevölkerung des Dorfs überwiegend römisch-katholisch. Weiterhin gehört das Dorf zum – nun allerdings katholischen – Kirchspiel Ostrowiec im Dekanat Sławno im Bistum Köslin-Kolberg der Katholischen Kirche in Polen. Die evangelischen Einwohner betreut das Pfarramt in Koszalin (Köslin) der Diözese Pommern-Großpolen in der Evangelisch-Augsburgischen Kirche in Polen.

## Schule
In den Jahren 1925 und 1926 wurde in Wiesenthal eine zweiklassige Volksschule mit Lehrerwohnung errichtet. Vorher gingen die Kinder nach Segenthin zur Schule. Es wurden 60 Kinder unterrichtet. Letzter deutscher Lehrer war Fritz Vogel.

## Verkehr
Święcianowo ist über eine Nebenstraße zu erreichen, die bei Bobrowice (Alt Bewersdorf) von der Landesstraße 6 abzweigt und über Żegocino (Segenthin) und Lejkowo (Leikow) nach Laski (Latzig), Jacinki (Jatzingen) und Polanów (Pollnow) führt.
Bis 1945 war der Ort Bahnstation an der inzwischen stillgelegten Kleinbahnstrecke Schlawe – Pollnow – Sydow der Schlawer Bahnen.